# Nicolas de Roumanie
Le prince Nicolas de Hohenzollern ou de Roumanie (en roumain : Nicolae al României), né le 18 août 1903 à Sinaia et mort le 9 juillet 1978 à Madrid, est un membre de la famille royale de Roumanie. Il est régent de Roumanie du 20 juillet 1927 au 8 juin 1930 pendant la minorité de son neveu le roi Michel Ier.

## Sa jeunesse

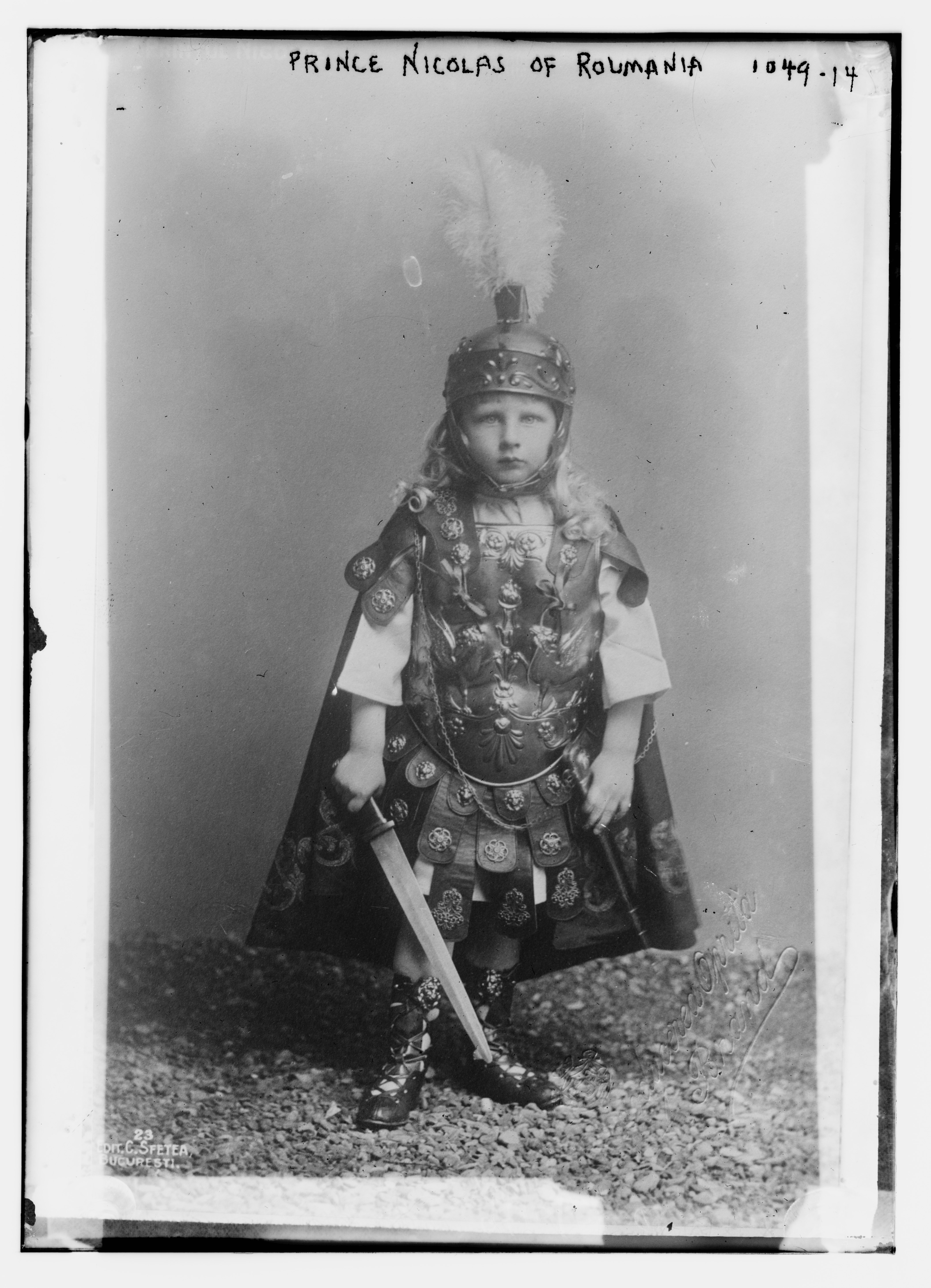
Nicolas de Roumanie vers 1905.

Né le 18 août 1903 au château de Peleș, à Sinaia, résidence d'été de la famille, il est le quatrième enfant du roi Ferdinand Ier et de la reine Marie de Saxe-Cobourg-Gotha. Il est nommé en l'honneur de son parrain, le tsar Nicolas II de Russie, également cousin germain de sa mère.
Nicolas est élevé par Elizabeth Maud Griffiths et vit en ce début du XXe siècle une existence de petit enfant de famille royale, voyageant d'un château à l'autre et participant à des réunions de famille avec ses cousins anglais de la couronne britannique. Ses proches l'appellent « Nicky ».
Visitant des capitales européennes, il se préoccupe surtout de sa carrière militaire, fait du sport, mène une vie mondaine, participe à des festivités et des œuvres de charité diverses.

## La régence tripartite
L'année 1927 marque un tournant dans sa vie. Son père Ferdinand meurt, laissant le trône au jeune Michel, âgé de cinq ans, neveu de Nicolas. Le frère aîné de ce dernier, Carol, aurait dû prendre la succession, mais ayant quitté son épouse pour mener une vie de dandy avec sa maîtresse, il s'est exilé au Brésil et a renoncé au trône en 1925 au profit de son fils Michel sous la pression de son père, le roi Ferdinand. 
Le gouvernement du royaume est donc assuré par un Conseil de régence, formé par le prince Nicolas, le patriarche Miron Cristea et le président de la Cour de cassation Gheorghe Buzdugan. 
Guère intéressé par la politique, le prince Nicolas trouve sans doute pour lui dans cette régence tripartite plus une charge qu’une opportunité. Il n'a que 24 ans et on le décrit comme impulsif et malhabile. Il laisse glisser le pouvoir aux mains des mouvements politiques de l’époque, préférant les bras de Ioana Dumitrescu-Doletti.
La régence dure trois ans, jusqu’au retour du roi Carol II qui quitte Belem le 6 mai 1930 pour Munich, puis pour la Roumanie où il prend le pouvoir le 8 juin.

## Un participant aux 24 Heures du Mans

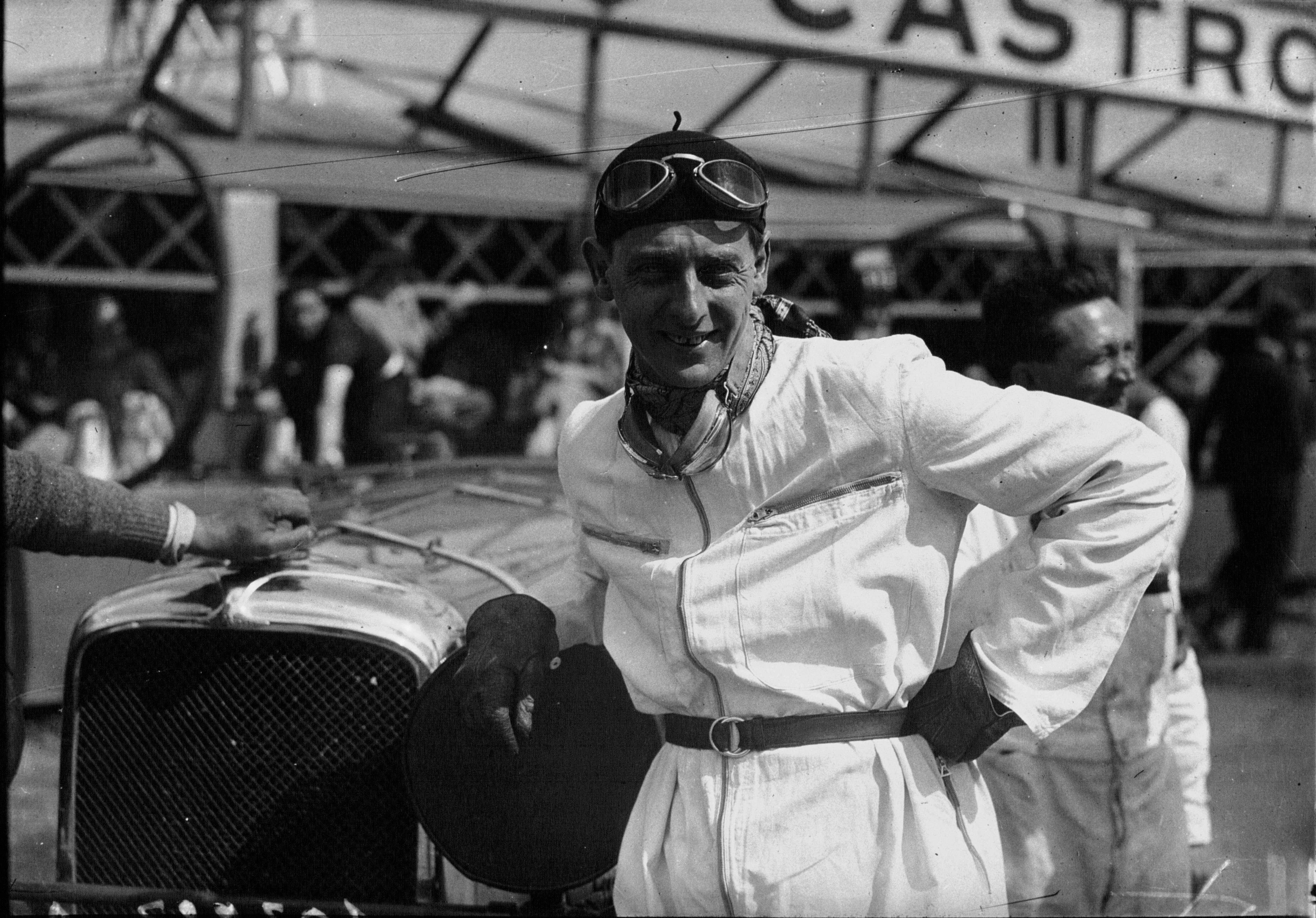
Le prince aux 24 Heures du Mans 1933.

Parmi ses quelques passe-temps, Nicolas se passionne notamment pour la course automobile. N’étant pas en première ligne dans la succession, il n’a pas de charge lourde à porter et il faut bien qu’il échappe aux contingences de la vie d’Altesse royale. En 1933, il participe aux 24 Heures du Mans. Trois fois concurrent malheureux, il conduit une Duesenberg, grosse voiture américaine qui est davantage connue pour être une voiture de luxe qu’une voiture de course. La première fois, en 1933, il compte parmi les favoris mais est disqualifié pour ravitaillement anticipé. En 1934, il ne peut participer car son inscription est refusée. Enfin, en 1935, un problème d'allumage sur sa voiture le contraint à l'abandon. Il transmet cette passion à son neveu Michel, qui sera pilote d’essai dans les années 1950.

## L’exil

Le prince et son épouse.

En 1937, son frère aîné le roi Carol II impose son autocratie : le Conseil royal abolit les titres du prince Nicolas, son rang militaire et tous ses droits de succession, au motif que celui-ci avait épousé « illégalement » en 1931 Ioana Dumitrescu-Doletti (1907-1963). Le prince y consent, prend le nom de Nicolae Brana et s’exile en Suisse, dans sa maison de Lausanne.
En Roumanie, Carol II déclenche en 1938 une quasi-guerre civile contre le mouvement fasciste et antisémite de la Garde de fer, dont il fait assassiner le fondateur et le chef Corneliu Zelea Codreanu. Il mène une politique pro-alliée en respectant les traités liant Bucarest et Varsovie, et ouvre ses frontières au gouvernement polonais et aux rescapés de son armée après l’invasion germano-soviétique de septembre 1939, utilisant le Service maritime roumain pour transporter les forces polonaises à Alexandrie où elles intègrent les troupes britanniques. Mais la Garde de fer à laquelle se sont joints les partisans d’une alliance allemande (dont Ion Antonescu) le forcent à faire des concessions au Troisième Reich puis à abdiquer le 6 septembre 1940, laissant à nouveau le trône à son fils Michel, et le pouvoir réel à Antonescu et, pour quelques mois, à la Garde de fer. En 1941, la Roumanie entre en guerre aux côtés de l’Allemagne nazie contre l’URSS afin, notamment, de reprendre les territoires envahis l’année précédente par les soviétiques.
Le prince Nicolas ne recouvre ses titres qu’en 1942, grâce à son neveu Michel, qui reconnaît également le mariage morganatique de son oncle. Il n’est autorisé à porter de nouveau le nom de Hohenzollern que le 15 janvier 1947. À la suite de l’abolition de la monarchie en Roumanie par les communistes et l’abdication de Michel Ier fin 1947, le prince Nicolas est banni de Roumanie, à laquelle de toute manière, rien ne le liait plus.
Veuf depuis 1963, il épouse en secondes noces le 13 juillet 1967 à Lausanne Thereza Lisboa y Figueira de Mello (1913-1997). 
Il s’éteint le 9 juin 1978 à Madrid et est inhumé à Prilly en Suisse. Suivant l’exemple de la dépouille de la reine Hélène de Grèce, il est prévu d’exhumer celle du prince Nicolas de Prilly en 2020 pour la ré-inhumer en Roumanie dans le caveau royal du Monastère de Curtea de Argeș.
Nicolas de Roumanie et son épouse Ioanna sont finalement ré-inhumés le 29 mars 2024 dans le caveau royal du monastère de Curtea de Argeș,.

## Titulature et décorations

### Titulature
- 18 août 1903 - 20 juillet 1927 : Son Altesse Royale le prince Nicolas de Roumanie.
- 20 juillet 1927 - 8 juin 1930 : Son Altesse Royale le prince Nicolas, régent de Roumanie.
- 8 juin 1930 - 1931 : Son Altesse Royale le prince Nicholas de Roumanie.
- 1931-1942 : Nicolae Brana.
- 1942 -  9 juillet 1978 : Son Altesse Royale le prince Nicolas de Hohenzollern, prince de Roumanie.

### Décorations nationales
- Chevalier grand-croix de l'ordre de Carol Ier (révoqué).
- Chevalier de l'ordre de Michel le Brave, 3e classe.
- Chevalier grand-croix de l'ordre de l'Étoile de Roumanie (révoqué).
- Officier de l'ordre de la Couronne (révoqué).
- Officier de l'ordre du Service Fidèle (en) (révoqué).
- Chevalier grand-croix de l'ordre de Hohenzollern.
- Air marshal des Forces aériennes roumaine (révoqué).
- Premier président du club canin de Roumanie.

### Décoration étrangères
- Chevalier grand-croix de l'ordre du Lion blanc (Tchéquie).
- Chevalier grand-croix de l'ordre de la Légion d'Honneur (France).
- Bailli grand-croix d’honneur et dévotion de l’ordre souverain de Malte.
- Chevalier grand-croix de l'ordre de l'Aigle blanc (Pologne).
- Chevalier grand-croix de l'ordre de l'Aigle blanc (Serbie).
- Chevalier grand-croix de l'ordre de Saint-Alexandre (Bulgarie)[8].
- Grand-croix de l'ordre de l'Aigle de Géorgie[9].
- Lieutenant honoraire de la Royal Navy (Royaume-Uni).

### Œuvres
- Nicolae de Hohenzollern, Memorii în umbra coroanei României (Nicolas de Hohenzollern, Mémoires à l'ombre de la couronne de Roumanie), édités par Gheorghe Buzatu, Ed. Moldova, Iași, 1991,  (ISBN 978-973-9032-22-3)

### Sur Nicolas de Roumanie
- (en) Coryne Hall, « Little-known Royals: Prince Nicholas of Romania », Royalty Digest Quarterly, no 2,‎ 2021 (ISSN 1653-5219).

### Ouvrage généalogique
- Nicolas Énache, La descendance de Marie-Thérèse de Habsburg, Paris, Éditions L'intermédiaire des chercheurs et curieux, 1999, 795 p. (ISBN 978-2-908003-04-8).